# Simon Wills
Simon Wills (ur. 31 października 1976 roku w Auckland) – nowozelandzki kierowca wyścigowy.

## Kariera
Wills rozpoczął karierę w międzynarodowych wyścigach samochodowych w 1995 roku od startów w Europejskim Pucharze Formuły Ford i Brytyjskiej Formule Ford. Z dorobkiem odpowiednio 19 i 59 punktów został sklasyfikowany odpowiednio na ósmej i siódmej pozycji w końcowej klasyfikacji kierowców. W późniejszym okresie Nowozelandczyk pojawiał się także w stawce New Zealand 2.0 L Touring Car Championship, Brytyjskiej Formuły 3, Formula Holden Tasman Cup, Grand Prix Nowej Zelandii, Sandown 500, Australian Drivers' Championship, FAI 1000 Classic, Formula Holden Tasman Cup, V8 Supercars, V8 Supercar Development Series, V8 Supercars GP Challenge, Australian Commodore Cup National Series oraz Yokohama V8 Ute Series.
W V8 Supercars Australijczyk startował w latach 1999-2007. W 2002 roku odniósł jedyne zwycięstwo. Uzbierane 496 punktów dało mu dwudzieste miejsce w klasyfikacji generalnej.